# Regierung Jeholet
Die Regierung Jeholet war die Regierung der Französischen Gemeinschaft. Sie amtierte vom 17. September 2019 bis 16. Juli 2024.
Der Rat der Französischen Gemeinschaft wird nicht direkt gewählt, er setzt sich aus den 75 Abgeordneten des Wallonischen Parlaments und den 19 französischsprachigen Mitgliedern des Parlaments der Region Brüssel-Hauptstadt zusammen.
Von 2014 bis 2019 regierte eine Koalition von Sozialistischer Partei (PS) und Centre Démocrate Humaniste (CDH). Ministerpräsident war Rudy Demotte (PS).
Bei den Regionalwahlen 2019 verloren beide Regierungsparteien deutlich. Statt 52 stellten sie nur noch 39 der 94 Abgeordneten. Die PS blieb mit 28 Sitzen stärkste Partei und ging eine Koalition mit dem liberalen Mouvement Réformateur (MR) ein, der 23 Abgeordnete stellte und der grünen Ecolo, die 16 Mandate errang. Ministerpräsident wurde Pierre-Yves Jeholet (MR).

## Zusammensetzung
| Amt | Name                | Partei | Beginn der Amtszeit | Ende der Amtszeit |
| --- | ------------------- | ------ | ------------------- | ----------------- |
| Ministerpräsident | Pierre-Yves Jeholet | MR     | 17. September 2019  | 16. Juli 2024     |
| stellvertretender Ministerpräsident und Minister für Haushalt, den Öffentlichen Dienst und Gleichstellung                                          | Frédéric Daerden    | PS     | 17. September 2019  | 16. Juli 2024     |
| stellvertretende Ministerpräsidentin und Ministerin für Kinder, Gesundheit, Kultur, Medien und Frauenrechte                                        | Bénédicte Linard    | Ecolo  | 17. September 2019  | 16. Juli 2024     |
| Ministerin für Hochschulbildung, Erwachsenenbildung, Universitätskliniken, Jugendhilfe, Justizzentren, Jugend, Sport und die Promotion von Brüssel | Valérie Glatigny    | MR     | 17. September 2019  | 16. Juli 2024     |
| Ministerin für Erziehung | Caroline Désir      | PS     | 17. September 2019  | 16. Juli 2024     |